# Imám
Az arab eredetű imám szó (perzsául emám, törökül, indonézül és malájul imam) szó szerinti jelentése „vezető”. Az iszlámban többféle jelentésben is szerepel. A szunniták köznapi szóhasználatában a mecsetekben imát vezető, vallásos tekintetben tapasztalt muszlimot jelöli az imám kifejezés, de emellett jeles személyiségek tiszteleti címe is lehet: imámnak nevezték a kalifákat és a kiemelkedő, jeles vallástudósokat (például as-Sáfiít, a 8-9. századi, madzhabot alapító jogtudóst).
Az imám a síita iszlámban tett szert nagyobb jelentőségre. A síiták szerint az imámok Mohamed próféta és veje-unokaöccse, Ali ibn Abi Tálib leszármazottai, akik – szemben a más származású kalifákkal – mindennemű hatalom mindenkori legitim birtokosai, akik imámi rangjukkal együtt természetfeletti erőt örökítenek át utódaikra.

## A mecsetek imámja

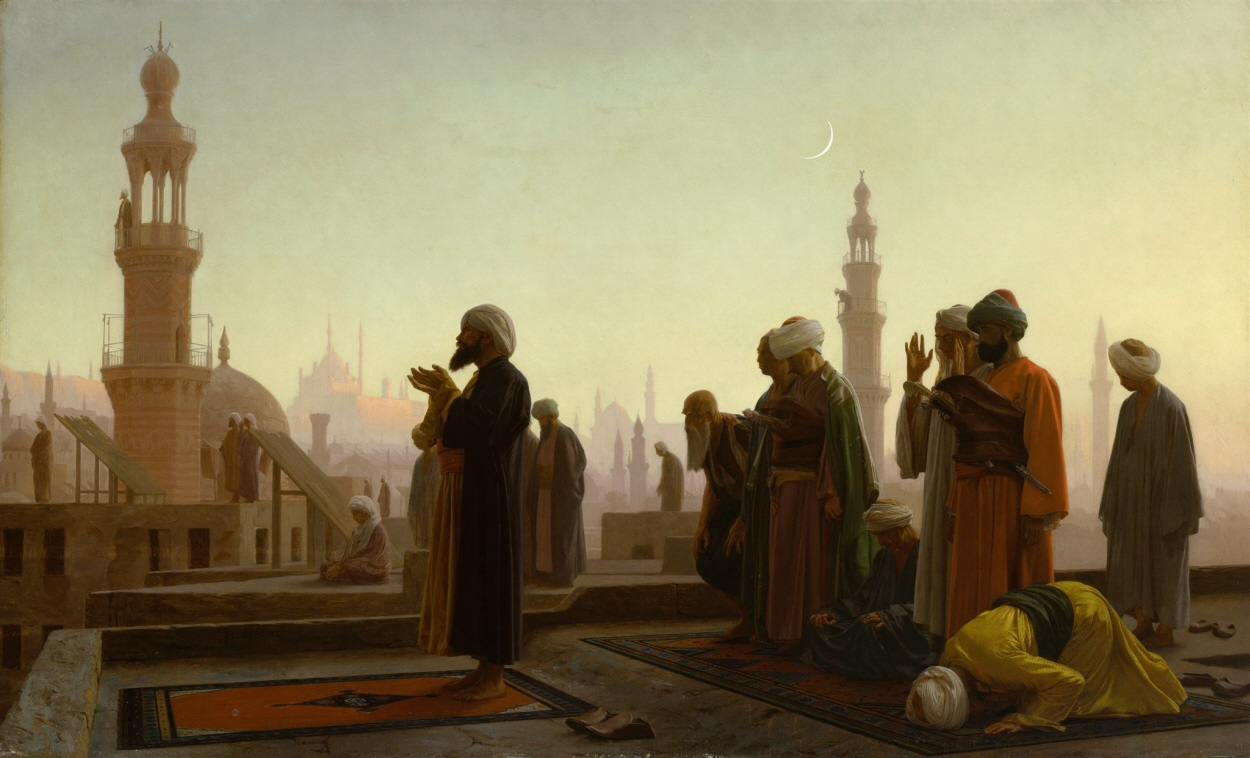
Egy imám vezeti az imát
(Jean-Léon Gérôme: Ima Kairóban - 1865)

Az imám szót használják a mecsetekben imát vezető muszlimra is, akit rendszerint nagy tudása és mély vallásossága miatt választanak ki az imavezető szerepére, és nem kell hivatalos egyházi személynek lennie. Egyes esetekben elvileg nők is vezethetik az imát; a vélemények megoszlanak: vannak akik szerint csak női csoport számára tölthetik be az imám szerepét, mások szerint vegyes gyülekezet számára is, hiszen például maga Mohamed próféta is bízott meg nőt az imavezetéssel.
Bár az imámot általában a közösség választja ki az adott ima levezénylésére, egyre inkább terjed az a szokás, hogy „főállású”, a keresztény papokhoz hasonló funkciót betöltő állandó imámot nevez ki egy-egy mecset.